# Konstantinos Komninos-Miliotis
Konstantinos Komninos-Miliotis, grški sabljač, * 1854, Carigrad, † 1941, Atene.
Sodeloval je na sabljaškem delu poletnih olimpijskih igrah leta 1896, kjer je osvojil 5. mesto v individualnem rapirju.